# SUD Rail
SUD Rail est un syndicat français membre de l'Union syndicale Solidaires. SUD est un acronyme qui signifie « solidaire, unitaire et démocratique ».
SUD Rail syndique les différents métiers liés à l'activité ferroviaire (agents de conduite, agents d'accueil, aiguilleurs…), la plupart sont employés par la SNCF.

## Historique

### Parcours
SUD Rail est né à la suite de la grève de décembre 1995. En 2003, à la suite de l'acceptation par la CFDT de la réforme des retraites engagée par le gouvernement, il a été renforcé par des militants venus de la FGTE-CFDT en rupture avec leur confédération. Toutefois, la majorité des départs de la CFDT, dont ceux des dirigeants, se sont effectués vers la CGT[réf. nécessaire].
SUD Rail a eu de grandes difficultés pour se présenter aux élections professionnelles du fait des critères de représentativité qui défavorisent les nouvelles structures syndicales et a dû répondre à 130 procès intentés par la SNCF et les syndicats en place.
Aux élections professionnelles à la SNCF en 2009, malgré une progression de +2,6 %, SUD Rail est passé de la 2e à la 3e position au niveau national, tous collèges confondus (Élections des Délégués du Personnel) avec 17,10 % des suffrages, derrière la CGT (41,70 % (-1,5 %)) et l'UNSA Cheminots (17,60 % (+2,9 %)). Sa campagne avait particulièrement porté sur la défense des services publics, des acquis sociaux de la profession et du système des retraites[réf. nécessaire].
SUD-Rail appartient à la fédération Solidaires Transport qui regroupe les syndicats de l'Union syndicale Solidaires en lien avec le transport (transports urbains, aérien, routier…).
En 2006, le syndicat dénonça ce qu'il indiqua être « les violences perpétrées contre les étudiants et lycéens qui occupaient les voies de chemins de fer pour protester contre la loi pour l'égalité des chances ».
SUD Rail a souvent été qualifié par les médias ou par ses adversaires de « syndicat trotskiste » et ses liens avec la Ligue communiste révolutionnaire sont régulièrement évoqués. Christian Mahieux, pour sa part, affirme « ne pas appartenir au parti trotskiste » tout en admettant posséder avec ce parti « beaucoup de militants en commun ».

### Grèves de décembre 2008 et janvier 2009
En décembre 2008 et au début de janvier 2009, le syndicat a mené d'importantes grèves sur plusieurs sujets relatifs aux conditions de travail des personnels, la sécurité et la qualité du service. Après l'agression d'un conducteur le 12 janvier 2009 par sept personnes, en gare de Maisons-Laffitte, aux cris de « Salaud de gréviste »; les cheminots, réunis en assemblée générale le lendemain, ont cessé le travail en invoquant le droit de retrait.
Certains syndicalistes de SUD Rail (et d'autres syndicats) analysent cette agression comme « découlant directement de la propagande anti-grève » effectuée sur les lignes par la direction de la SNCF (et des associations anti-grève) et « mettant en danger les employé-e-s, cheminot-e-s ou non »,. La SNCF a choisi de fermer la Gare de Paris-Saint-Lazare le 13 janvier de 10 heures à 19 heures empêchant des usagers d'emprunter les lignes de cette gare. La décision de fermeture était disproportionnée selon SUD Rail.
Cet évènement rarissime a mis en colère le président Nicolas Sarkozy qui a pris à partie SUD Rail et a qualifié le syndicat d'« irresponsable ». Cela a également conduit Guillaume Pepy à présenter ses excuses aux usagers. Selon Le Figaro, SUD Rail fait désormais de plus en plus peur à la SNCF en raison de sa radicalité et de sa grande compétence en matière juridique et précise « autant dire que Guillaume Pepy croise les doigts pour que les élections de mars ne soient pas favorables à SUD Rail ». Selon Henri Vacquin, « ils sont en rupture avec les autres syndicats parce qu'ils sont bien plus proches de leur base, les militants sont mieux formés… »[citation nécessaire].
Des agressions ont eu lieu contre des agents SNCF, le 23 janvier 2009, pour SUD Rail cela pourrait être "une conséquence de la stratégie de la SNCF cherchant à monter les usagers contre les cheminots grévistes". Pour d'autres observateurs, notamment Gérard Dupagny, président de l'association A fond de train cela pourrait venir  "d'une exaspération des usagers devant des grèves à répétition",.
Alain Cambi, secrétaire fédéral de SUD Rail, estime qu'« il est surprenant et je dirais même scandaleux qu'un président de la République puisse tenir des propos qui sont calomnieux vis-à-vis de notre organisation ». Il ajoute : « que ce soit François Chérèque (secrétaire général de la CFDT), que ce soit Guillaume Pepy (président de la SNCF), le président de la République ou une bonne partie de la presse, on sent une campagne de diffamation qui cherche à donner une image de nous qui n'est absolument pas la nôtre »,. Par ailleurs, Acrimed a dénoncé la manière dont Jean-Michel Aphatie avait interrogé Christian Mahieux sur RTL, la jugeant notamment « moraliste » et « péremptoire ».

### Crise des retraites en France de 2023
Lors du Mouvement social contre le projet de réforme des retraites en France de 2023 les manifestants réalisent des occupations des sièges d'institutions financières. Celui de BlackRock est ainsi occupé par les cheminots grévistes de Sud Rail, dans un mouvement général d'invasions de routes, ronds-points, autoroutes, ponts, tunnels, plate-formes logistiques, ports, centres commerciaux et péages par des centaines de manifestants, qui visent tant à bloquer l'économie qu'à se faire mieux connaitre de la population, sans dégradations, pour ne pas s'aliéner l'opinion, alors que le gouvernement présente les manifestations sous l'angle de la violence des casseurs.  Des coupures de courant, baptisées "opération Robin des Bois" visent personnalités, institutions financières et patronales, ou grandes entreprises.

## Élections[19]
| Année | %     | Rang |
| ----- | ----- | ---- |
| 1996  | 5,33  | 6e   |
| 1998  | 8,67  | 4e   |
| 2000  | 12,73 | 3e   |
| 2002  | 12,74 | 3e   |
| 2004  | 15,53 | 2e   |
| 2006  | 14,97 | 2e   |
| 2009  | 17,67 | 3e   |
| 2011  | 17,38 | 3e   |
| 2014  | 16,83 | 3e   |
| 2018  | 17,28 | 3e   |
| 2022  | 18,67 | 3e   |

### Élections DP
Lors des élections DP en 2006 SUD Rail obtient 
- 14,5 % des voix tous collèges confondus
  - 19,1 % des voix chez le personnel d’exécution
  - 11,2 % des voix chez le personnel maitrise
  - 2,8 % des voix chez les cadres

Lors des élections DP de 2009 SUD Rail
- 17,1 % des voix tout collèges confondus (+2,6 %)
  - 23,2 % des voix chez le personnel d’exécution (+4,1 %)
  - 14,2 % des voix chez le personnel maitrise (+3 %)
  - 3,2 % des voix chez les cadres (+0,4 %)

### Élections CE
Lors des élections DP de 2006 SUD Rail
- 14,97 % des voix tous collèges confondus
  - 19,4 % des voix chez le personnel d’exécution
  - 12,1 % des voix chez le personnel maitrise
  - 3,4 % des voix chez les cadres

Lors des élections CE en 2009 SUD Rail obtient 
- 17,67 % des voix tous collèges confondus (+2,69 %)
  - 23,5 % des voix chez le personnel d'exécution (+4,1 %)
  - 15,1 % des voix chez le personnel maitrise (+3 %)
  - 4,4 % des voix chez les cadres (+1 %)